# Leptopelis aubryioides
Leptopelis aubryioides é uma espécie de anfíbio anuro da família Arthroleptidae. É considerada espécie pouco preocupante pela Lista Vermelha do UICN. Está presente nos Camarões, República do Congo, Guiné, Guiné Equatorial, Gabão e Nigéria.